# 화진리 구진마을 앉은 줄다리기
화진리 구진마을 앉은 줄다리기는 대한민국 경상북도 포항시 송라면에서 음력 정월 대보름 오전에 행해지는 줄다리기이다. 2016년 9월 5일 포항시의 향토문화유산(무형) 제2016-01호로 지정되었다.

## 개요
화진리 구진마을 앉은 줄다리기는 음력 정월 대보름 오전에 행해지는데 앉아서 줄을 당긴다고 하여 앉은 줄다리기라고도 한다. 구진마을 앉은 줄다리기는 이 지역의 독특한 문화이고 줄다리기 자체보다는 이 의식 행위가 가지는 의미를 새기고 일제강점기부터 지금까지 중단된 적 없이 전국에서 유일하게 행해지는 민간의식으로 가치가 높다.